# Atleti Azzurri d’Italia Stadion
Az Atleti Azzurri d’Italia olasz labdarúgó-stadion Bergamóban. A létesítmény, melyet Mario Brumana építtetett, a Viale Giulio Cesarében helyezkedik el. Az első mérkőzést, amely még nem számított hivatalosnak, az Atalanta játszotta a Triestinával 1928. november 1-jén. A második mérkőzést, amely már hivatalosnak mondható, december 23-án játszották.
A komplexum alapterülete 35 ezer m². A pályán futballt és rögbit egyaránt játszottak. A pálya körül atlétikai pálya, teniszpályák és medencék helyezkedtek el, ám ezeket a későbbi felújítások során eltüntették, hogy a befogadóképességet növelni tudják. A létesítmény jelenlegi kapacitása 26 393 fő.